# Дикинсон, Престон

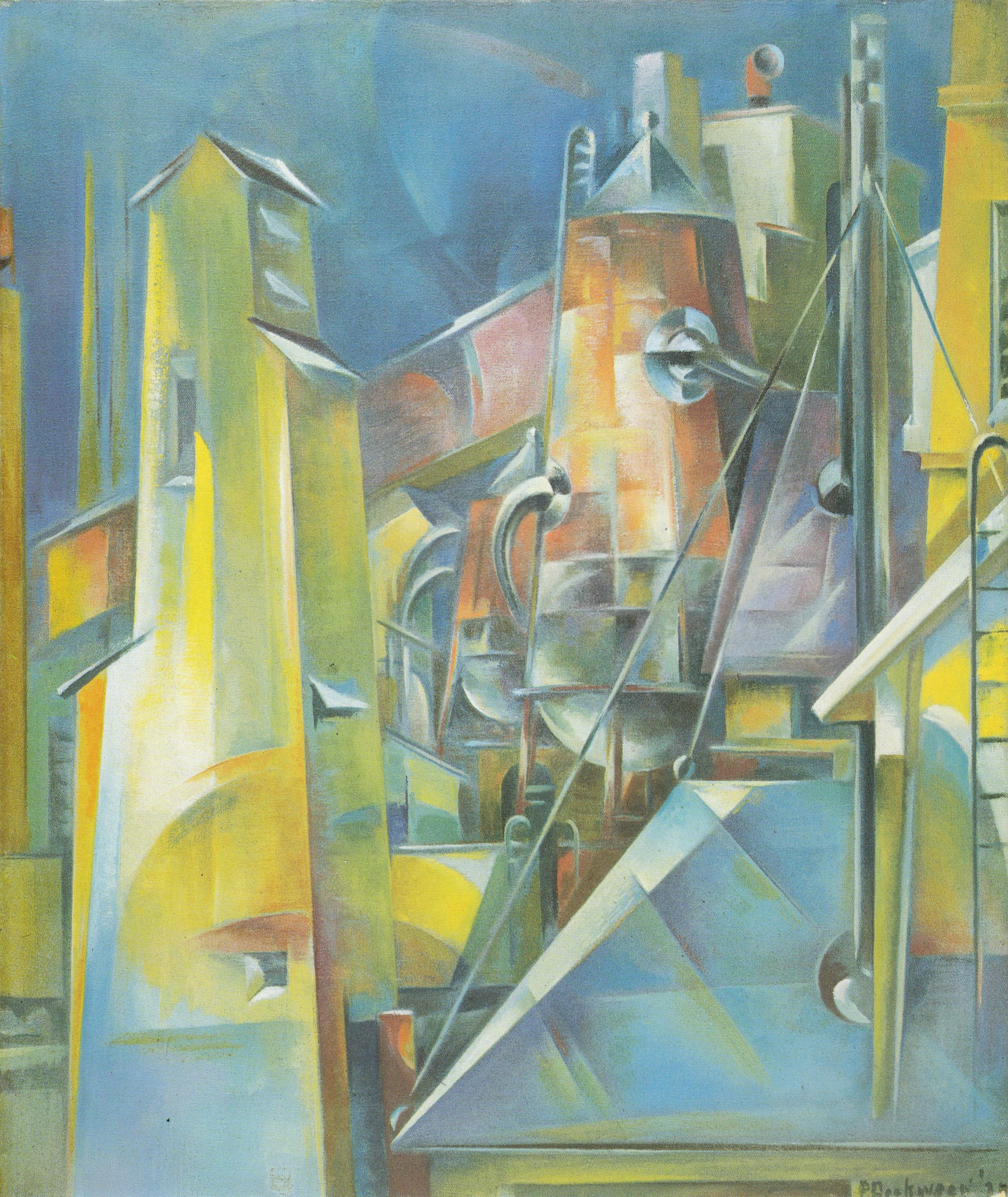
П.Дикинсон, Фабрика (ок. 1920)

Уильям Престон Дикинсон (англ. William Preston Dickinson, 1889, Нью-Йорк — 1930, Ирун, Испания) — американский художник — прецизионист.

## Жизнь и творчество
У. П. Дикинсон родился в рабочей семье. Его отец был художником-любителем, занимавшимся также каллиграфией и дизайном. Он скончался, когда Престону было 11 лет. В 1906 году семья переезжает в городок Сафферн в штате Нью-Йорк. В 1906—1910 годах П.Дикинсон изучает живопись на курсах Студенческой художественной лиги в Нью-Йорке под руководством Уильяма Мерритта Чейза. Оплачивал его обучение филантроп и меценат Генри Барби. Также Г.Барби и торговец произведениями искусства Чарльз Даниель профинансировали поездку П.Дикинсона в Европу. С 1910 по 1914 год он живёт в Париже, учится там в Академии Жюлиана и Школе изящных искусств, выставляет свои картины в Парижских салонах и в Салоне Независимых.
С началом Первой мировой войны, в сентябре 1914 года художник возвращается на родину. Он живёт вместе со своей матерью, вдовой сестрой и её сыном на Бронксе, в Нью-Йорке. Участвует в нескольких выставках в галерее Даниеля; первая персональная выставка П.Дикинсона состоялась в 1923 году. В 1924 году художник проводит лето в Омахе, штат Небраска. Здесь он делает серию рисунков с изображением местных индустриальных объектов и зернохранилищ. В 1925—1926 годах П.Дикинсон живёт в канадском Квебеке и пишет пейзажи и уличные сценки. В конце 1920-х годов к нему приходит слава одного из крупнейших американских художников-модернистов; полотна П.Дикинсона приобретаются как музеями, так и в частные коллекции.
В июне 1930 года П.Дикинсон вместе со своим другом, художником Оронзо Гаспаро, приезжает в Испанию, рассчитывая найти здесь подходящие объекты и места для занятий живописью. К осени у него закончились средства, однако ещё до наступления холодов в Испании П.Дикинсон заболел двустронней пневмонией. Скончался в больнице через 3 дня после госпитализации. В последние годы художник страдал от алкоголизма. Похоронен в Испании.
П.Дикинсон создал около 200 полотен. Он является одним из первых американских живописцев, обратившихся в своих работах к индустриальной тематике. С 1915 года он работает в стиле прецизионистов, близком к произведениям Чарльза Шилера и Чарльза Демута. Часто писал также пейзажи (в частности, на реке Гудзон) и натюрморты. В течение своей творческой карьеры много экспериментировал с различными художественными техниками и стилями. В ранних работах П.Дикинсона чувствуется влияние кубизма, фовизма, футуризма и синхромизма. Позднее, уделяя особое значение эксперссивным, ярким краскам, увлекается постимпрессионизмом, пока окончательно не останавливается на реалистичности прецизионизма. В 1920-е годы изучал также японское искусство Укиё-э

## Галерея

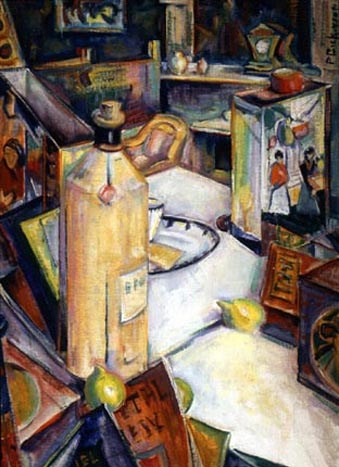
Натюрморт в интерьере (ок. 1920)
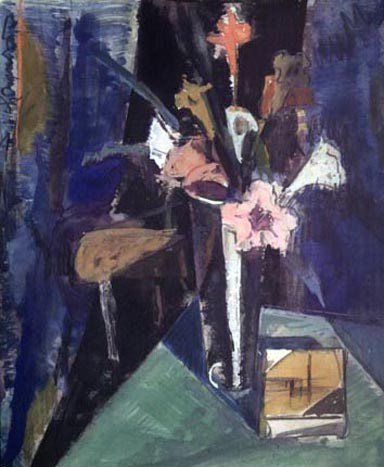
Натюрморт с цветами (ок. 1920)
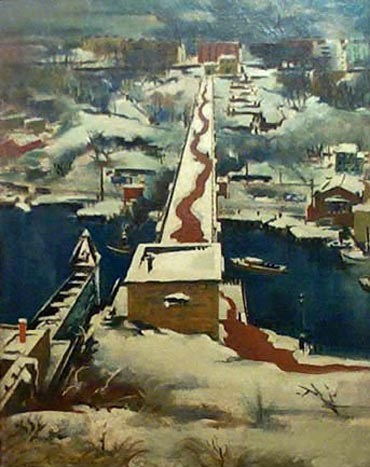
Высокий мост (1922)
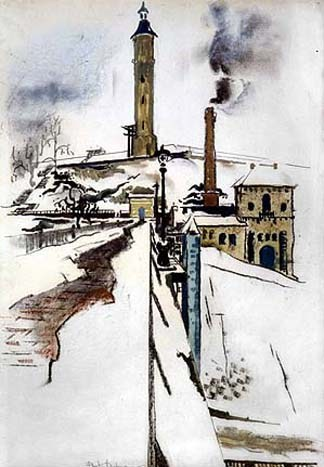
Водокачка у моста (ок. 1922)
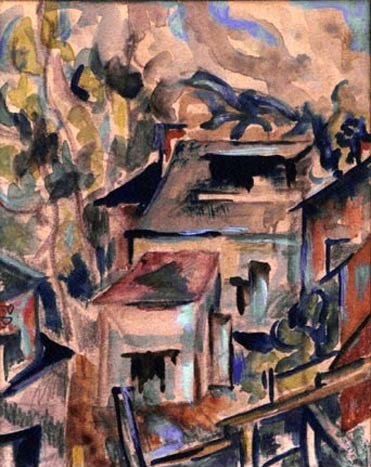
Старые амбары (ок. 1918)